# Bulle (physique)
Pour les articles homonymes, voir bulle.

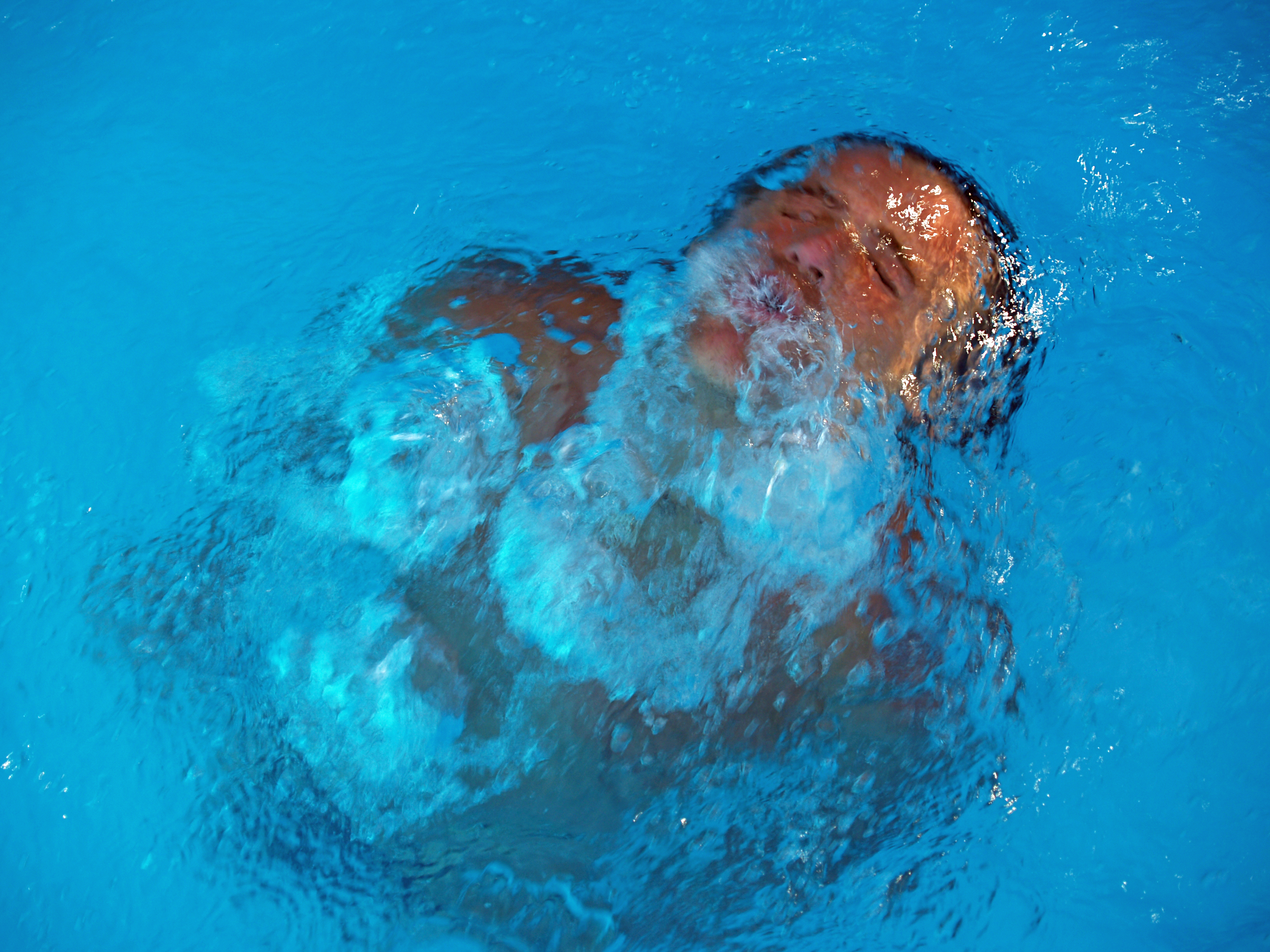
Bulles d'air d'un nageur.

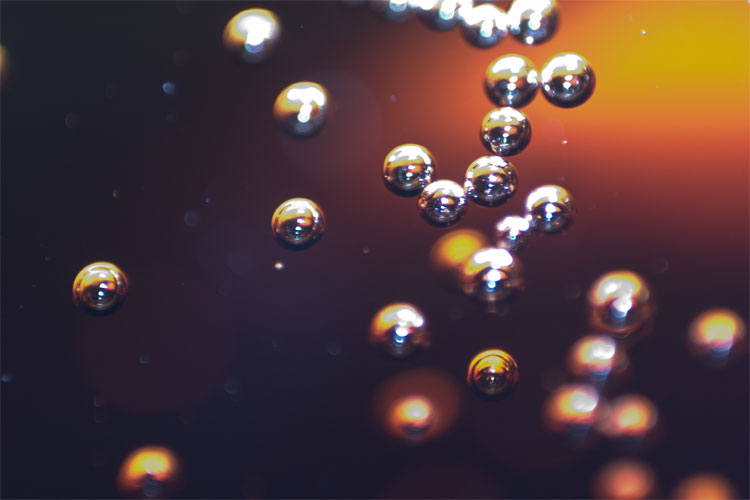
Bulles de gaz dans un soda.

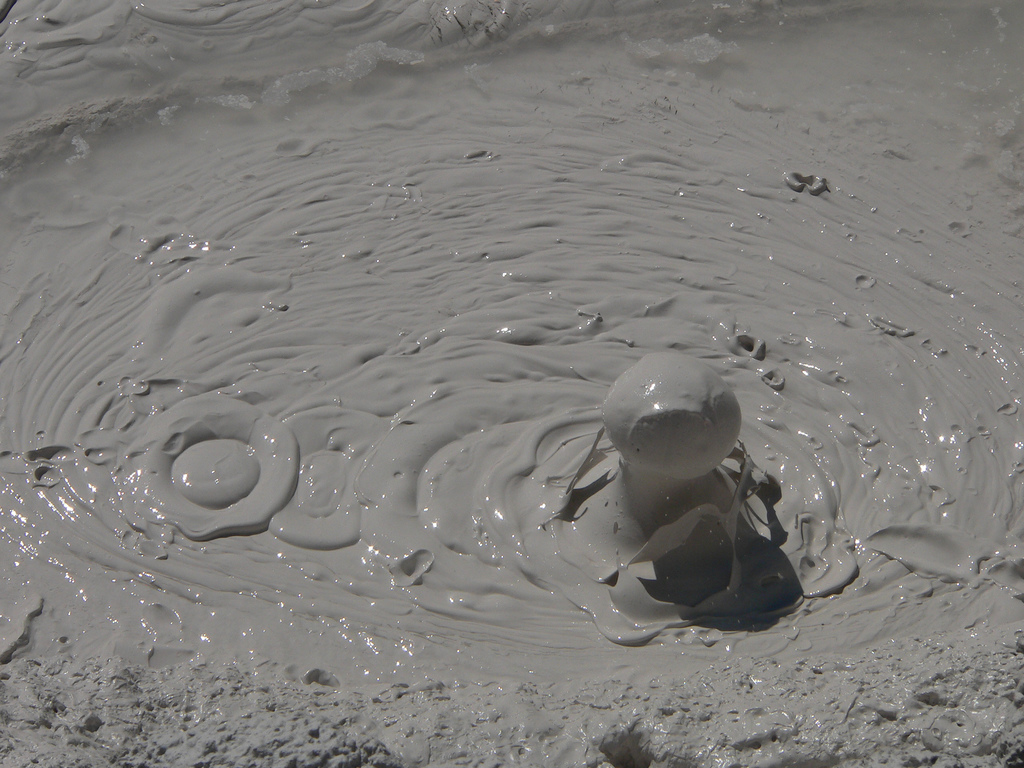
Bulle de gaz dans une mare de boue dans le parc du Yellowstone.

Une bulle est une petite sphère d'une substance dans une autre, généralement d'un gaz dans un liquide.

## Exemples
Les bulles font partie de la vie courante, on peut citer :
- la nucléation du dioxyde de carbone sursaturé dans les boissons gazeuses (eau pétillante, soda, bière, etc.) ;
- la vapeur d'eau lors de l'ébullition de l'eau ;
- l'air mélangé à l'eau par agitation dans une cascade ;
- l'air relâché par un plongeur dans l'eau douce ou salée ;
- les réactions chimiques, par exemple du vinaigre sur de la craie ;
- les bulles d'air piégées dans un verre lors de sa fabrication.

## Propriétés
Les bulles se forment et coalescent sous une forme sphérique car cette forme minimise l'énergie de tension de surface pour un volume donnée (problème de Plateau). Pour une analyse plus détaillée de cette formation, voir nucléation.
Dans un liquide, les bulles de gaz tendent à remonter à la surface du fait de leur poussée d'Archimède. Cependant, à mesure que croît le volume de ces bulles, leur vitesse de montée dans le liquide les déforme (voir plus bas).
L'effet Marangoni permet à des bulles de demeurer intactes lorsqu'elles atteignent la surface de la substance dans laquelle elles sont immergées.

### Apparence
Les bulles peuvent être discernées à l'œil en raison de leur indice de réfraction différent  de celui de la substance. Par exemple, l'indice de l'air est approximativement 1,0003 tandis que celui de l'eau est d'environ 1,33. Les lois de Snell-Descartes décrivent le comportement d'une onde électromagnétique à l'interface entre deux milieux d'indices différents. Les bulles peuvent ainsi être identifiées par leur réfraction et réflexion bien qu'elles-mêmes et leur milieu soient transparents.

### Pulsation
Quand des bulles sont excitées, elles oscillent en volume à leur fréquence propre.
Les bulles de grandes tailles (tension de surface et conductivité thermique négligeables) effectuent des pulsations adiabatiques, ce qui signifie qu'il n'y a pas d'échange de chaleur entre le gaz et le liquide. La fréquence propre de telles bulles est alors donnée par l'équation, :
{\displaystyle f_{0}={1 \over 2\pi R_{0}}{\sqrt {3\gamma p_{0} \over \rho }}}
avec :
- {\displaystyle \gamma } la capacité thermique du gaz ;
- {\displaystyle R_{0}} est le rayon à l'équilibre ;
- {\displaystyle p_{0}} est la pression d'équilibre ;
- {\displaystyle \rho } la masse volumique du liquide immergeant.

Des bulles plus petites effectuent des pulsations isothermes. L'équation correspondante pour de petites bulles de tension de surface σ (et une viscosité du liquide négligeable) est :
{\displaystyle f_{0}={1 \over 2\pi R_{0}}{\sqrt {{3p_{0} \over \rho }+{4\sigma  \over \rho R_{0}}}}}
Les bulles excitées piégées sous l'eau sont la principale source des sons liquides tels que ceux produits lors de l'impact d'une gouttelette de pluie sur une surface d'eau,.

## Vitesse de montée des bulles de gaz dans un liquide

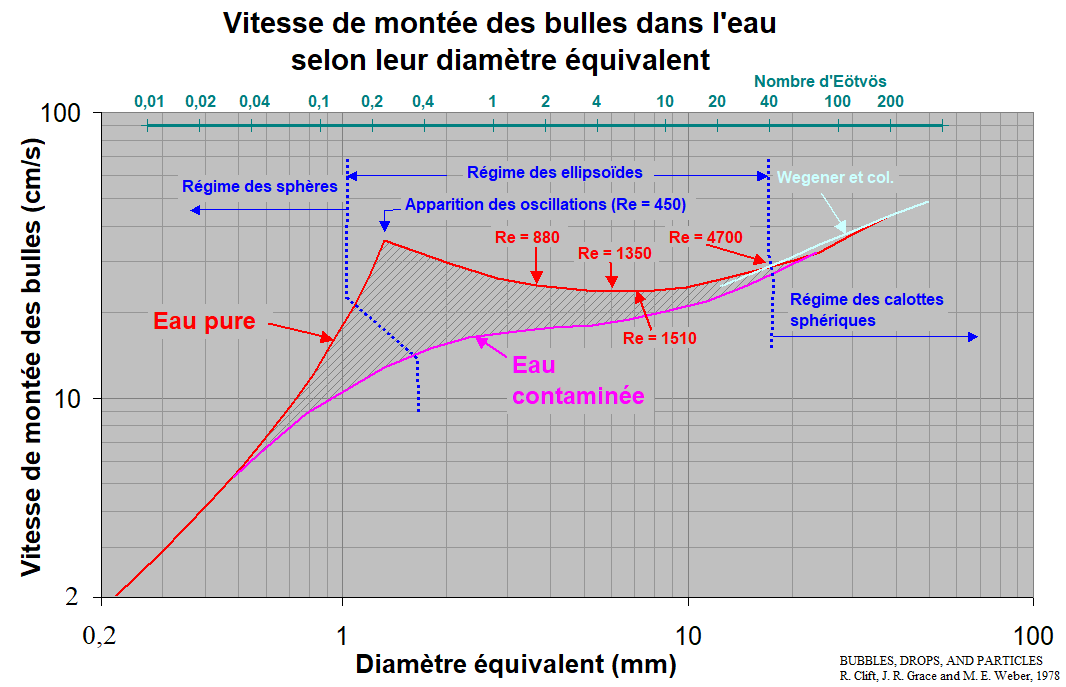
Vitesse des bulles d'air dans l'eau selon leur diamètre, selon Clift, Grace n Weber

Selon leur volume, les bulles de gaz montent plus ou moins vite dans un liquide (sous l'effet de leur poussée d'Archimède). Pour les petits volumes, les bulles sont sphériques (bulles de champagne). Mais pour des volumes plus grands, leur vitesse les déforme et elles adoptent un forme d’ellipsoïde aplati (de plus, souvent écrasée sur le dessus et parfois creusée sur le dessous). Pour les forts volumes, les bulles montrent une forme de calotte sphérique ou ellipsoïdale, éventuellement creusée sur leur dessous).
Le graphe ci-contre donne la vitesse de montée des bulles dans l'eau pure ou contaminée, ainsi que leur forme, ceci selon leur diamètre équivalent.

## Utilisations
La nucléation peut être provoquée par exemple pour graver des motifs en 3D dans un bloc de verre.
En imagerie médicale, l'échocardiographie de contraste permet d'améliorer le contraste d'une échocardiographie classique en injectant des petites bulles d'air encapsulées.
Dans une imprimante à jet d'encre, et parfois dans des applications de microfluidique, des bulles de vapeur sont utilisées comme déclencheurs.
L'effondrement rapide de bulles (cavitation) près d'une surface solide et le jet de contact qui en résulte sont utilisés dans un bain à ultrasons pour nettoyer des pièces aux formes complexes. Le même effet, à plus grande échelle, est utilisée pour concentrer l'énergie de certaines armes tels les torpilles ou les bazookas. On peut aussi l'utiliser pour détruire des calculs sanguins. Les mammifères marins tels les dauphins et les baleines utilisent les bulles pour jouer ou comme moyen de chasse.
Dans le génie chimique et la métallurgie, les ingénieurs utilisent des bulles pour des opérations telles que la distillation, l'absorption, la flottation et l'atomisation. Les processus complexes impliqués requièrent souvent des modèles de mécanique des fluides faisant intervenir des masses et des transferts de chaleur.
La taupe à nez étoilé et de nombreuses musaraignes peuvent sentir sous l'eau en respirant rapidement par le museau pour créer des bulles.
Pour lutter contre la pollution des cours d'eau par les déchets ainsi que pour limiter les nuisances sonores à l'égard des espèces marines lors de travaux (forage par exemple), des prototypes de rideaux de bulles sont en cours de développement depuis les années 2010,. Le concept de rideau de bulles remonte au moins à une publication scientifique datant de 1910 par un certain Mallock.

## Physiologie
L'accident de décompression, bien connu en plongée sous marine, est le résultat de blessures dues à la formation et la croissance de bulles dans les tissus à la suite de la décompression du gaz (souvent de l'air) sursaturé présent dans le sang. Ces dommages peuvent être dus à la déformation mécanique des tissus lors de la croissance où à l'obstruction de vaisseaux sanguins où se sont logées des bulles, on parle alors d'embolie gazeuse. Ce phénomène peut aussi apparaître à la suite d'une perfusion intraveineuse ou lors d'une opération chirurgicale.